# Hane goshi
Hane goshi (跳ね腰?) es una de las 40 técnicas originales de judo desarrolladas por Jigoro Kano. Pertenece al tercer grupo (Sankyo) de los movimientos del kodokan judo en el Gokyo no waza. Es clasificado como una técnica de cadera o koshi-waza.

## Ejecución
El atacante (tori) se sitúa frente al defensor (uke) y apresa el cuello de su judogi con la mano derecha y el brazo derecho del uke con la izquierda. Desde esa posición, el atacante pasa el brazo derecho tras el cuello del defensor y tira a la vez de su brazo con el segundo, haciéndole inclinarse hacia sí y apoyarse sobre la cadera del atacante; entonces, el atacante extiende la pierna más cercana para empujar una de las del defensor y, inclinándose hacia delante, voltea lateralmente al defensor por encima de su cadera de espaldas al piso.